# クロード・コーエン＝タヌージ
クロード・コーエン＝タヌージ（Claude Cohen-Tannoudji. フランス語発音: [klod kɔɛn tanudʒi]、1933年4月1日 - ）は、アルジェリア生まれのフランスの物理学者である。1997年にレーザー光を用いて原子を極低温に冷却および捕捉する技術（レーザー冷却法）の開発により、スティーブン・チュー、ウィリアム・ダニエル・フィリップスとともにノーベル物理学賞を受賞した。

## 人物
フランス植民地時代のアルジェリア、コンスタンティーヌにてユダヤ人の家系に生まれ、パリの高等師範学校にてアルフレッド・カストレルのもとで物理を学び、1957年に卒業すると、2年近く兵役に就いた。
1960年からフランス国立科学研究センター (Centre National de la Recherche Scientifique:CNRS) にて研究し、パリ第4大学パリ・ソルボンヌから1962年に物理学のPh.D.を取得すると、同年から教職に就き、1973年からコレージュ・ド・フランスの教授になった。1976年にはハーバード大学講師、1988年にはライデン大学教授を務めた。

## 受賞歴
- 1992年 リリエンフェルト賞
- 1993年 チャールズ・ハード・タウンズ賞
- 1994年 マテウチ・メダル
- 1996年 ハーヴェイ賞
- 1997年 ノーベル物理学賞
- 2010年 レジオンドヌール勲章